# Бетаметазон
Бетаметазон — є синтетичним фторовмісним гомологом гідрокортизону для системного використання. Застосовується при певних захворювань, зокрема ревматичні захворювання, такі як ревматоїдний артрит і системний червоний вовчак, шкірні захворювання, такі як дерматит і псоріаз, алергічні захворювання, такі як астма і ангіоневротичний набряк, передчасні пологи для прискорення розвитку легенів дитини, хвороба Крона, ракові захворювання, такі як лейкемія, а також флудрокортизон при недостатності кори надниркових залоз, серед інших. Його можна приймати всередину, вводити в м'яз або наносити на шкіру місцево у вигляді крему, мазі, гелю або рідкої форми.
Серйозні побічні ефекти включають підвищений ризик інфекції, м'язову слабкість, важкі алергічні реакції та психоз. Тривале застосування може викликати недостатність надниркових залоз. Раптове припинення прийому препарату після тривалого застосування може бути небезпечним. Крем зазвичай призводить до посилення росту волосся і подразнення шкіри. Бетаметазон відноситься до групи глюкокортикоїдів. Це стереоізомер дексаметазону, двох сполук, що відрізняються лише просторовою конфігурацією метильної групи в положенні 16 (див. номенклатуру стероїдів).
Бетаметазон був запатентований в 1958 році і схвалений для медичного застосування в Сполучених Штатах у 1961 році. Крем і мазь входять до списку основних лікарських засобів Всесвітньої організації охорони здоров'я. Він доступний як генеричний препарат.

## Властивості
Білий або кремово-білий порошок без запаху, слаборозчинний в воді, легкорозчинний в ацетоні, помірно — в етиловому спирті і хлороформі. Mm = 392,47 Да. Точка плавлення — 232 °С; log P (октанол-вода) = 1,94; розчинність в воді — 66,5 мг/л при температурі 25 °С.

## Медичне використання
Бетаметазон – це кортикостероїд.
Основні хімічні інгредієнти це Betamethasone acetate, Betamethasone benzoate, Betamethasone dipropionate, Betamethasone sodium phosphate, Betamethasone valerate.
Доступний у таблетках[джерело?], ін’єкціях, мазі, кремі, лосьйоні, гелі або аерозолі (спрей) для шкіри та піни для шкіри голови. При ін’єкції протизапальна дія починається приблизно через дві години і триває впродовж семи днів.
Використовується як місцевий крем для зняття подразнення шкіри, такого як свербіж і лущення від екземи. Використовується для лікування місцевого псоріазу у вигляді бетаметазону дипропіонату і саліцилової кислоти, або як комбінація кальципотріол/бетаметазону дипропіонат. Бетаметазону натрію фосфат застосовують перорально та шляхом ін'єкцій з тими ж показаннями, що й інші стероїди. Багато фармацевтичних препаратів на основі бетаметазону включають стероїд як етер валерату.
У рандомізованому контрольованому дослідженні було показано, що бетаметазон зменшує деякі симптоми атаксії (поганої координації), пов’язаних з атаксією телеангіектазією (А-Т), на 28-31%.
Бетаметазон також використовується для стимуляції дозрівання легенів плода, щоб запобігти респіраторному дистрес-синдрому немовлят(IRDS) та зменшити захворюваність і смертність від внутрішньочерепних крововиливів у недоношених дітей.
Крем з 0,05% бетаметазону виявляється ефективним у лікуванні фімозу у хлопчиків і часто запобігає потребі в обрізанні. Він замінив обрізання як бажаний метод лікування для деяких лікарів Національної служби охорони здоров'я Британії.

## Побічні ефекти
- Ейфорія[16]
- Депресія[16]
- Пригнічення надниркових залоз[16]
- Гіпертонія[16]
- Групи тонких кровоносних судин, які стають помітними під шкірою, петехії[16]
- Надмірний ріст волосся (гіпертрихоз)[16]
- Екхімози[16]

Тривале застосування цього препарату на великих ділянках шкіри, пошкодженій або обдертій шкірі, шкірних складках або під герметичними пов'язками, може в рідкісних випадках призвести до всмоктування достатньої кількості кортикостероїдів, щоб мати побічні ефекти у інших частинах тіла; наприклад, викликаючи зниження вироблення природних гормонів наднирковими залозами.[джерело?]
Бетаметазон також використовується перед пологами недоношеної дитини, щоб допомогти підготувати легені до дихання. Однак, оскільки бетаметазон проникає через плаценту, що необхідно для його сприятливого впливу, він також може бути пов'язаний з ускладненнями, такими як гіпоглікемія та лейкоцитоз у новонароджених, які зазнали внутрішньоутробного впливу.
При введенні в епідуральний простір або хребет може викликати серйозні побічні ефекти, такі як втрата зору, інсульт і параліч.

## Протипоказання
Підвищена чутливість до бетаметазону або до інших ГКС; системні мікози; в/м введення пацієнтам із ідіопатичною тромбоцитопенічною пурпурою.

## Форми
Крем або мазь; розчин нашкірний; Спрей; Суспензія для ін'єкцій; Розчин для ін'єкцій; гель

## Синоніми
Белодерм, Белодерм, Бетазон, Бетаспан, Бетафос, Депос, Дипроспан, Мезодерм, Содерм, Флостерон, Целестодерм-В,  Bentelan (Defiante) / Betnovate (GlaxoSmithKline) / Celestamine (Schering-Plough) / Diprosone (Schering-Plough) / Procort / Rinderon (Shionogi Seiyaku)

### Комбіновані препарати
Бетаметазон доступний у ряді складних форм: бетаметазону дипропіонат (під торговою маркою Diprosone, Diprolene, Celestamine, Procort (у Пакистані) та інші), бетаметазону фосфат натрію (як Bentelan в Італії) та бетаметазону валерат (як Betnovate, Celestone, Fucibet та інші). У Сполучених Штатах і Канаді бетаметазон змішують з клотримазолом і продають як Лотризон і Лотрідерм. Він також доступний у поєднанні з саліциловою кислотою (як Diprosalic) для використання при псоріатичних захворюваннях шкіри. У деяких країнах його також продають у суміші з клотримазолом і гентаміцином, щоб додати до суміші антибактеріальний агент.
Бетаметазону фосфат натрію, змішаний з бетаметазону ацетатом, доступний у Сполучених Штатах як Celestone Soluspan.